# Stará Ves (Bílovec)
Stará Ves (německy Altstadt) je část města Bílovec v okrese Nový Jičín. Nachází se na severozápadě Bílovce. Prochází zde silnice II/463. V roce 2009 zde bylo evidováno 206 adres. V roce 2001 zde trvale žilo 564 obyvatel.
Stará Ves leží v katastrálním území Stará Ves u Bílovce o rozloze 11,68 km2. V katastrálním území Stará Ves u Bílovce leží i Ohrada.

## Galerie

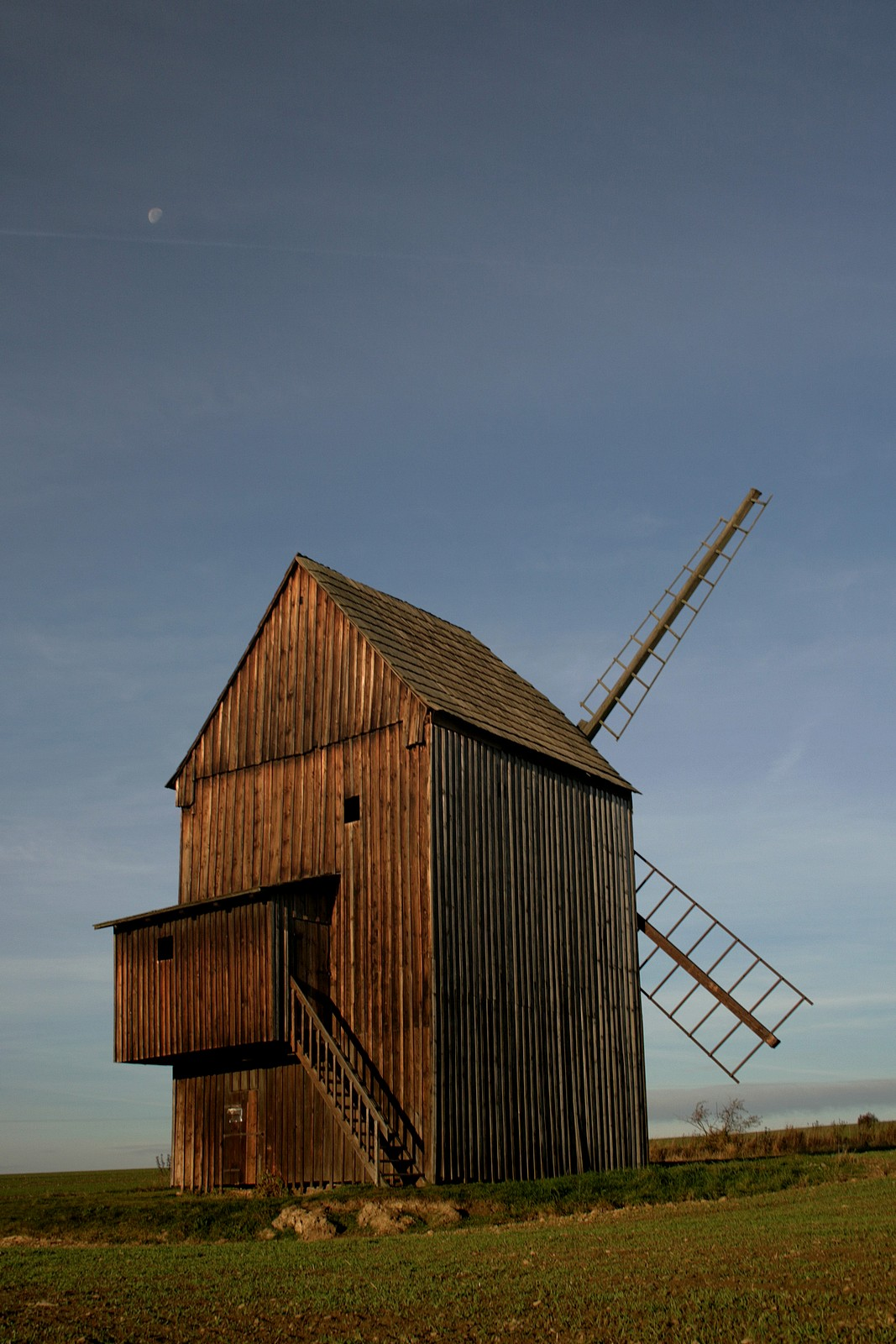
větrný mlýn v polích západně od vsi
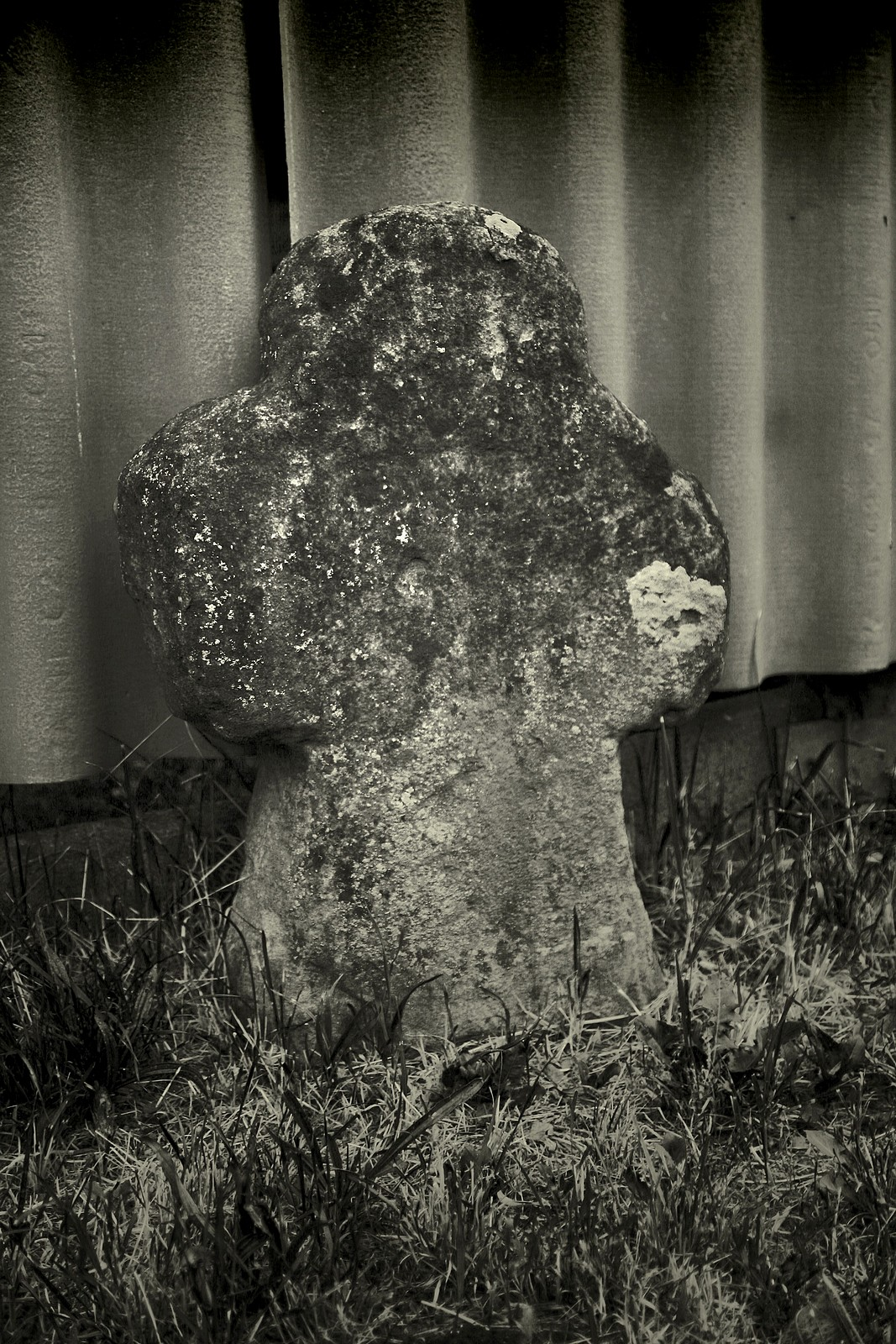
smírčí kříž